# Eurialo (nome)
Eurialo  è un nome proprio di persona italiano maschile.

## Varianti
- Femminili: Euriale[1]

### Varianti in altre lingue
- Francese: Euryale
  - Femminili: Euryalé
- Greco antico: Εὐρύαλος (Euryalos)
  - Femminili: Εὐρυάλη (Euryale)
- Latino: Euryalus[1]
  - Femminili: Euryale[1]
- Portoghese: Euríalo
  - Femminili: Euríale

- Russo: Евриал (Evrial)
  - Femminili: Эвриала (Ėvriala)
- Spagnolo: Euríalo
  - Femminili: Euríale
- Ungherese: Eurüalosz
  - Femminili: Eurüalé

## Origine e diffusione
È un nome di matrice classica, derivanta dal greco antico Εὐρύαλος (Euryalos), latinizzato in Euryalus. È portato da numerose figure della mitologia greca, fra le quali spicca Eurialo, un personaggio dell'Eneide noto per l'amicizia con Niso, che muore insieme a lui. Vi sono anche diverse figure che portano la forma femminile, in particolare Euriale, una delle gorgoni.
Etimologicamente, è composto dai termini ευρυς (eurys, "grande", "vasto", da cui anche Euro ed Euridice) e αλος (alos, "aia", "vigna", "terra"), e viene interpretato come "ampia terra" oppure anche "dall'ampia aia" (e cioè, per esteso, "possidente").

## Onomastico
Nessun santo porta questo nome, che quindi è adespota. L'onomastico ricade quindi il 1º novembre, festa di Ognissanti.

## Persone

Eurialo De Michelis

- Eurialo De Michelis, scrittore, critico letterario e poeta italiano